# Crkva sv. Jurja u Nerežišćima
Crkva sv. Jurja nalazi se Jurjevu brdu SZ od Nerežišća na Braču.

## Opis
Crkva sv. Jurja smještena je na Jurjevu brdu koje sa sjeverne strane dominira nerežiškim poljem. Jednobrodna predromanička crkvica s polukružnom apsidom građena je nepravilnim kamenom i pokrivena krovom od kamenih ploča. Vanjski zidovi raščlanjeni su plitkim nišama gotovo i lezenama. Nad vratima je prošupljena luneta, a s bočnih strana je po jedna niša s lučnim završetkom. Unutrašnjost crkve razdjeljena je na tri traveja poprečnim pojasnicama, dok su bočni zidovi artikulirani nišama i pilastrima. Na oltaru je reljef sv. Jurja koji ubija zmaja, a pripisuje se bračkom kiparu Nikoli Lazaniću iz druge polovice 16. st.

## Zaštita
Pod oznakom Z-4451 zavedena je kao nepokretno kulturno dobro - pojedinačno, pravna statusa zaštićena kulturnog dobra, klasificirano kao "sakralna graditeljska baština".